# Jacques Boucher de Perthes
Pour les articles homonymes, voir Jacques Boucher, Boucher et Perthes.
Jacques Boucher de Crèvecœur de Perthes, né à Perthes le 10 septembre 1788 et mort à Abbeville le 5 août 1868 est un préhistorien français. Il réussit à faire admettre l'existence de ce qu'il dénomme « l'Homme antédiluvien » et jette les bases de la science préhistorique dont il est considéré comme l'un des fondateurs.

## Biographie

### Origine familiale et jeunesse
Jacques Boucher de Perthes est né le 10 septembre 1788 à Perthes, près de Rethel. Aîné d'une famille de sept enfants, il est le fils de Jules Armand Guillaume Boucher de Crèvecœur (1757-1844) et de Marie de Perthes (1767-1827). Il mène durant son adolescence une vie de dilettante et de touche-à-tout, préférant les exercices physiques et les sorties en mer aux études.
Son père, Jules Armand Guillaume, est issu d'une famille de l'aristocratie rethéloise. En 1791, poursuivi comme noble par quelques sans-culottes, Jules perd sa place de contrôleur général surnuméraire, ainsi qu'une partie de sa fortune. Il se retire dans le domaine familial, à Crèvecœur, entre Amagne et Sausseuil, dans la partie méridionale des Ardennes près de Rethel. Puis il est rappelé à Paris par le gouvernement pour travailler avec Jean-Baptiste Collin de Sussy à l'organisation des douanes ; il accepte ensuite le poste de directeur des douanes d'Abbeville, après avoir refusé celui de Paris. Dès lors, Jules Boucher de Crèvecœur refuse toutes les promotions pour se consacrer à sa passion, la botanique. Il donne plusieurs publications à ce sujet, écrivant notamment en 1803 une Flore d'Abbeville recensant 25 000 plantes, ce qui lui vaut d'être membre correspondant à l'Académie des sciences dès 1800 et membre de la plupart des sociétés savantes d'Europe. Jules Boucher de Crèvecœur est ainsi l'un des fondateurs de la Société d'émulation d'Abbeville, qu'il préside en 1799.

### Carrière dans l'administration des douanes
En 1802, à l'âge de 14 ans, Jacques quitte le pensionnat, à l'instigation de son père qui était insatisfait de ses médiocres études ; le jeune homme entre aux douanes, où il devient surnuméraire. En 1804, Jacques est nommé officiellement commis dans les bureaux de son père, à Abbeville. Napoléon le nomme lieutenant en avril 1805. Jacques devient attaché à la Direction des Douanes de Marseille puis à Gênes jusqu'en 1808, vérificateur à Livourne puis sous-inspecteur à Foligno. Ce séjour en Italie lui permet de parfaire son éducation intellectuelle. 
Le jeune Jacques devient un virtuose du violon, et souhaitant devenir un homme de lettres, se met à écrire des poèmes, nouvelles, romans, chansonnettes, pièces de théâtre. 
Il est nommé inspecteur des Douanes à Boulogne en 1811, sous-chef à la direction générale des douanes à Paris en 1812. À la chute de Napoléon, qui est pour beaucoup dans le succès de sa carrière, il est envoyé comme inspecteur six mois à La Ciotat et à Morlaix du 11 juillet 1816 à août 1824. 
Jacques Boucher de Crèvecœur obtient en 1818 par ordonnance royale l’autorisation de reprendre le nom de sa mère « de Perthes », une descendante d’un oncle de Jeanne d'Arc. Enfin, après de multiples démarches, il obtient en 1825 de reprendre la place de son père à la Direction des Douanes d'Abbeville.

### Carrière littéraire
Jacques Boucher de Crèvecœur publie divers ouvrages : Romances, ballades et légendes en 1829, Opinion de M. Christophe sur les prohibitions et la liberté du commerce en 1830, Nouvelles en 1832, Discours aux ouvriers en 1833, Satires, contes et chansonnettes en 1833, De la probité en 1835, Du courage, de la bravoure, du courage civil en 1836. Il écrit également un petit chef-d'œuvre d'ironie, Petit glossaire de quelques mots financiers, esquisses de mœurs administratives, en 1835.
Parmi ses nombreuses aventures sentimentales, il fut notamment l'amant de Pauline Bonaparte.
Il affiche également son intérêt pour le spiritisme.

### À la recherche des premières traces de l'Homme

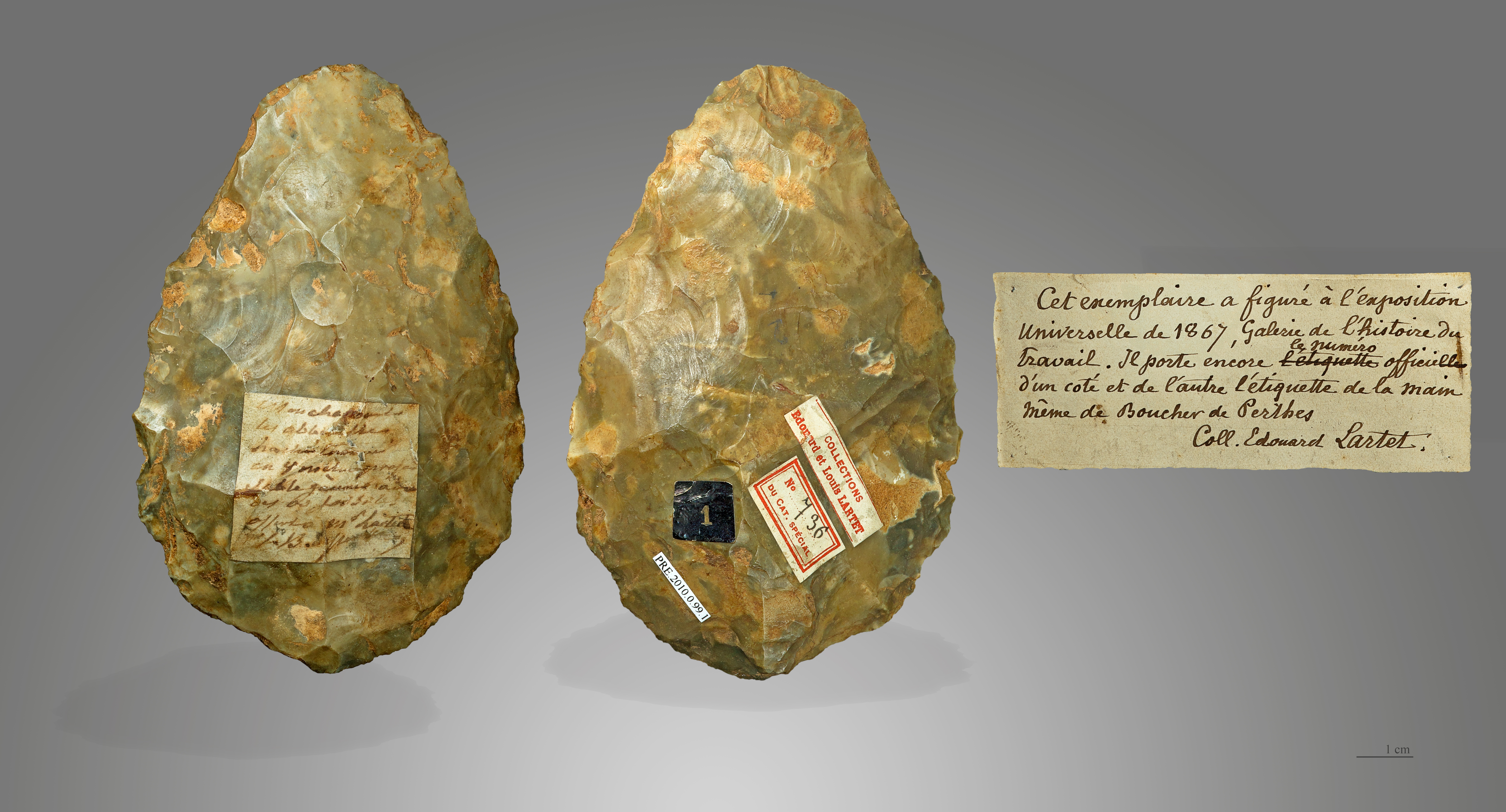
Biface de Menchecourt-lès-Abbeville, exposé à l'Exposition universelle de 1867 - Muséum de Toulouse.

Jacques devient président de la Société d'émulation d'Abbeville autrefois fondée par son père. Il se lie avec le préhistorien Casimir Picard et entreprend l'installation d'un musée local. De 1838 à 1841, il publie les cinq volumes de La Création, exposé philosophique, rencontrant les idées de Georges Cuvier, où l'ancienneté de l'Homme n'est pas en discussion.
À cette époque, les découvertes d'ossements fossiles se multiplient dans les tourbières et sablières. Boucher de Perthes décèle dès 1828 des anomalies, en particulier des silex avec deux éclats façonnés par la main de l'homme, dans un banc tertiaire (il considère que ce banc est antédiluvien) d'alluvions des bords de la Somme à Abbeville. En 1844, il découvre dans les couches les plus anciennes de la terrasse de Menchecourt-lès-Abbeville (alluvions de la Somme) des outils en silex à côté d'ossements de grands mammifères disparus qu'il date du Pléistocène (période comprise entre 2,58 millions et 11 700 ans avant le présent). Il rédige plusieurs ouvrages entre 1846 et 1864, notamment Antiquités celtiques et antédiluviennes, dans lequel il raconte ses découvertes et démontre que deux industries se sont succédé dans le temps comme se superposent les deux strates des terrains qu'il a fouillés. La strate la plus récente se caractérise par des pierres polies et la précédente par des silex taillés contemporains d'ossements de mammouths et de rhinocéros nain. Ainsi l'étude chronologique des couches permet de donner une datation relative des vestiges retrouvés. Boucher de Perthes démontre qu'à une période très ancienne existait déjà un homme « préhistorique ». Cette découverte rouvre le débat sur l'antiquité de l'homme.
En janvier 1853, il est mis à la retraite des Douanes. Libre, il peut se consacrer désormais entièrement à ses études et aux voyages, parcourant l'Europe à la recherche des traces des hommes. Alors que l'Académie des Sciences considère que les haches qu'il a découvertes ne sont que des cailloux roulés, Boucher de Perthes obtient en 1859 la reconnaissance de son travail grâce aux visites successives à Abbeville et à Amiens des géologues et paléontologues anglais Hugh Falconer, Joseph Prestwich, John Evans, Robert Godwin-Austen, John Wickham Flower, Charles Lyell qui font une communication à la Société royale de Londres, mais également de scientifiques français comme Albert Gaudry, Jean Louis Armand de Quatrefages de Bréau et Édouard Lartet. Tous peuvent constater l'association, à des niveaux stratigraphiques profonds et sans remaniement, de restes fossiles de faunes disparues et de vestiges lithiques taillés.

### Le théoricien de l'homme antédiluvien
« Avant 1859, date de naissance officielle de la Préhistoire, Jacques Boucher de Perthes est le seul auteur à proclamer la haute antiquité de l’homme sur l’échelle des temps géologiques. Il l’affirme depuis que des outils taillés ont été découverts dès 1842 dans la couche à ossements de mastodontes (mammouth et rhinocéros) de la sablière de Menchecourt-lès-Abbeville dans la Somme et le consigne dans les trois éditions des Antiquités celtiques et antédiluviennes. Mais, entre la première – 1847-1849 – et la seconde édition – 1857, il substitue la théorie du déluge au profit d’une théorie des glaciations ».

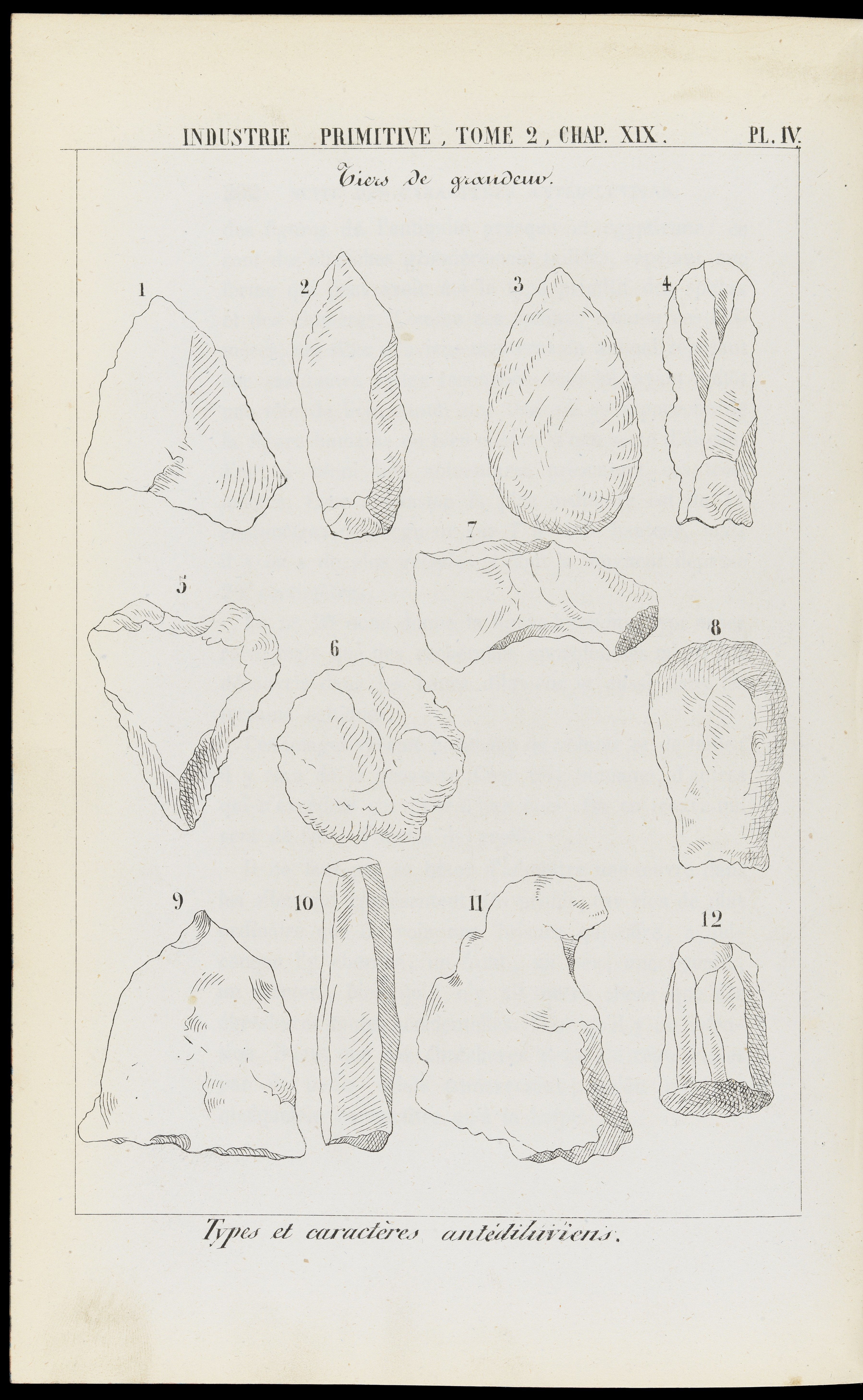
Illustrations dues à Boucher de Perthes.

En 1860, Boucher de Perthes prononce et publie un discours demeuré célèbre : De l'Homme antédiluvien et de ses œuvres, qui conclut que :
- l'Homme a bien été le contemporain de certains animaux disparus, à une époque antérieure au Déluge ;
- les climats ont changé puisqu'il y avait des éléphants et des hippopotames dans la vallée de la Somme ;
- on peut distinguer une période tropicale, une période glaciaire et une période tempérée.

Avec sa théorie de l'existence d'un homme antédiluvien, Boucher de Perthes s'attire les foudres de la communauté scientifique, notamment du géologue Léonce Élie de Beaumont, qui en 1863 affirme encore ne pas croire que mammouths et humains aient été contemporains. Dès 1851, Jean-Baptiste Noulet arrive au même résultat de façon indépendante. En 1863, il obtient une preuve flagrante de sa théorie : lors de fouilles archéologiques, il découvre une mâchoire humaine sur le site du Moulin Quignon à Abbeville, dans une couche géologique contenant des silex taillés et des ossements d'espèces éteintes. Cette trouvaille suscitant la polémique, il s'ensuit le « procès de la mâchoire », notamment entre savants français et britanniques. Il s'avère que la mâchoire est un faux mais cette fraude, réalisée par des carriers à qui Boucher de Perthes offre 200 francs pour la découverte de vestiges humains, permet la réunion d'une commission franco-britannique de savants déterminante pour la préhistoire en tant que science : cette commission détermine des critères d'authenticité, de méthodes de fouilles et son retentissement médiatique diffuse les idées de la science préhistorique dans le public.
En 1864, Édouard Lartet trouve dans l'Abri de la Madeleine, en Dordogne, un mammouth gravé sur une défense en ivoire par les hommes préhistoriques. En 1866, Henry Testot-Ferry, avec lequel il entretient une longue relation épistolaire, découvre à son tour des ossements d'éléphants dans les gisements de la Roche de Solutré. Les scientifiques commencent alors à se rendre compte de l'importance de l'œuvre de Boucher de Perthes, malheureusement très peu de temps avant son décès.
En 1867 lors de l'Exposition universelle, un biface est exposé dans la « galerie de l'histoire du travail ». Ce spécimen a été, par la suite, offert par Boucher de Perthes à Édouard Lartet.

### Un généreux donateur

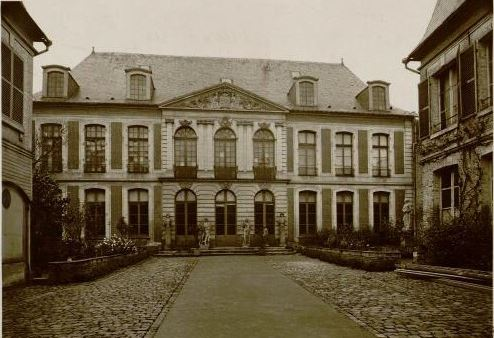
L'hôtel de Chepy (avant destruction en 1940).

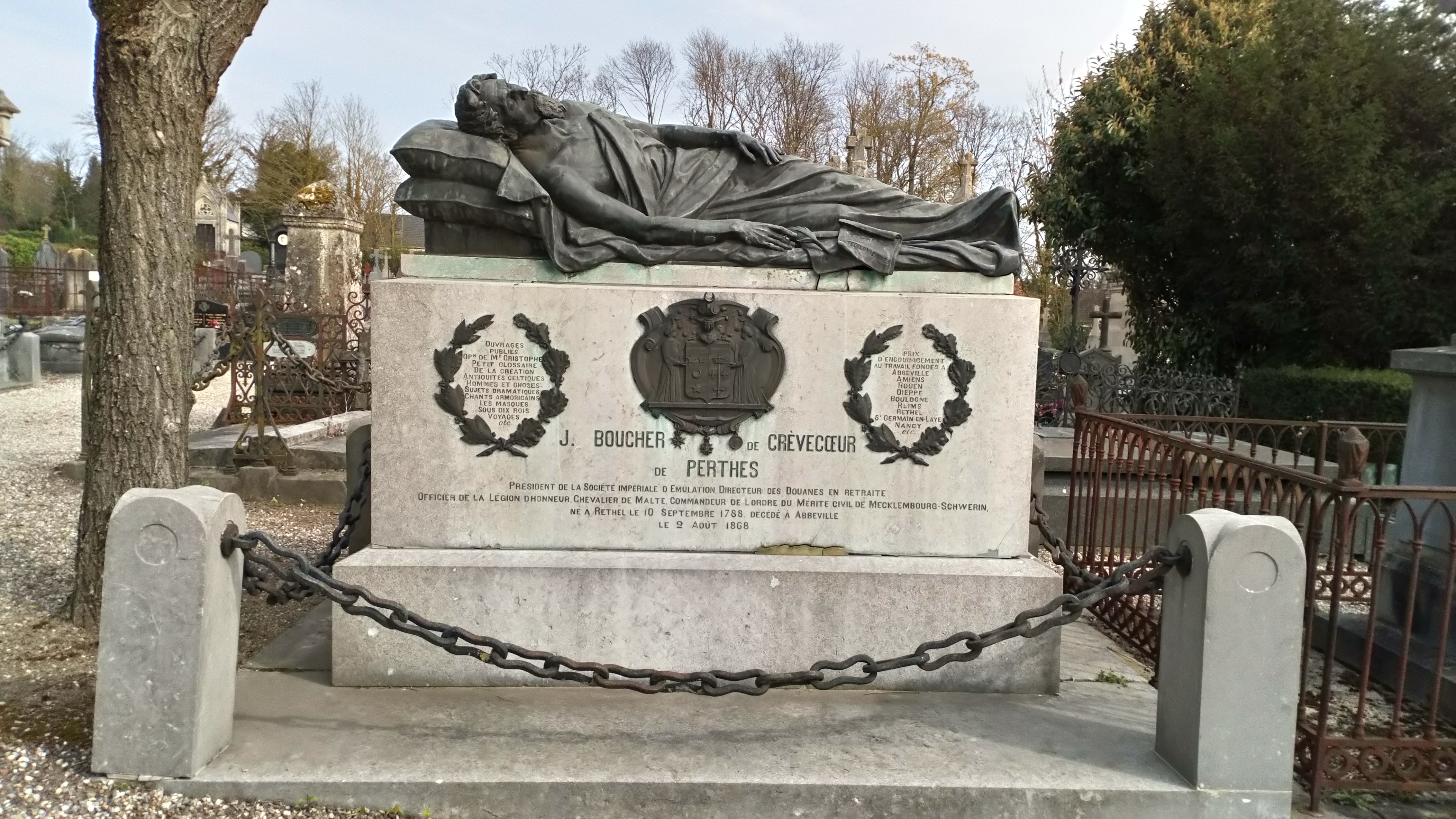
Tombe de Jacques Boucher de Perthes.

En 1862, Il participe à la fondation du Musée d'Archéologie nationale de Saint-Germain-en-Laye par donation d'objets récupérés lors de ses recherches. Dans son hôtel particulier d'Abbeville, il amasse une grande quantité d'objets récoltés dans des carrières de la vallée de la Somme. En 1872, l'hôtel de Chepy devient le musée Boucher de Perthes. 
Il fit également don d'une partie de ses trouvailles au Muséum national d'histoire naturelle de Paris. Le musée Boucher de Perthes ayant été totalement détruit lors du bombardement d'Abbeville du 20 mai 1940, au début de la Seconde Guerre mondiale, les objets archéologiques donnés par Boucher de Perthes au musée de Saint-Germain-en-Laye et au Muséum d'histoire naturelle sont les seuls vestiges de son travail d'archéologue.
Il est enterré au cimetière de la Chapelle d'Abbeville.

## Distinctions et honneurs

### Décorations
- Officier de la Légion d'honneur (14 aout 1863)[14]

### Hommages
- Abbeville :
  - le 7 juin 1908, sur l'initiative de la Société d'émulation d'Abbeville, est inaugurée une statue érigée en sa mémoire sur la place du Pilori à Abbeville[2].
  - Le musée, une rue et le lycée d'Abbeville portent le nom de Boucher de Perthes[15],[Note 1].
- Amiens :
  - une rue porte le nom de Boucher de Perthes ;
  - le Musée de Picardie conserve une statue en plâtre de Boucher de Perthes ;
- Lille :
  - une rue porte le nom de Boucher de Perthes ;
  - une école primaire porte son nom ;

- À Charleville-Mézières, Boulogne-sur-Mer, Dieppe, Elbeuf, Grenoble, Marseille, Mers-les-Bains, Nîmes, Reims, Rethel, Roubaix, Rouen, Saint-Étienne, Saint-Germain-en-Laye, Tarare et Villeneuve-Tolosane, des rues, avenues ou boulevards portent son nom.
- Le personnage de Bertrand d'Ouville, archéologue et rentier abbevillois dans le roman Ni ange, ni bête d'André Maurois paru en 1919, est fortement inspiré de Boucher de Perthes.

## Publications

### Œuvres littéraires
- Opuscules lyriques, Paris, Pillet aîné, 1821 (lire en ligne)
- Chants armoricains ou Souvenirs de Basse-Bretagne, Paris, Treuttel et Wurtz, 1831 (lire en ligne)
- Opinions de M. Cristophe, 4 tomes : I. Sur la liberté du commerce ; II. Voyage commercial et philosophique ; III. M. Cristophe à la préfecture de police ; IV. Le dernier jour d'un homme, Paris, Treuttel et Wurtz, 1831-1834 (lire en ligne)
- Satires, contes et chansonnettes, Paris, Treuttel et Wurtz, 1833
- Petit glossaire : traduction de quelques mots financiers, esquisses de mœurs administratives (2 tomes), Paris, Treuttel et Wurtz, 1835 (lire en ligne)
- Petites Solutions de grands mots, Abbeville, Imprimerie de C. Paillart, 1848 (lire en ligne)
- Romances, ballades et légendes (deuxième édition), Paris, Treuttel et Wurtz, Derache, Dumoulin, Victor Didron, 1849 (lire en ligne)
- Sujets dramatiques
- Voyage à Constantinople.
- Voyage au Danemark, en Suède, etc.
- Voyage en Russie, en Lituanie, en Pologne.
- Hommes et choses ; alphabet des passions et des sensations (4 tomes), Paris, Treuttel et Wurtz, Derache, Dumoulin, Victor Didron, 1850-1851 (lire en ligne)
- Frédégonde, tragédie en cinq actes, Abbeville, Imprimerie T. Jeunet, 1851 (lire en ligne)
- Persée de Macédoine ou L'Héritier d'un roi, tragédie en cinq actes, Abbeville, Imprimerie T. Jeunet, 1851 (lire en ligne)
- Emma ou Quelques lettres de femmes, Paris, Treuttel et Wurtz, Derache, Dumoulin, Victor Didron, 1852 (lire en ligne)
- Voyage en Espagne et en Algérie, en 1855, Paris, Treuttel et Wurtz, Derache, Dumoulin, Victor Didron, 1859 (lire en ligne)
- Les Maussades complaintes (1862)
- Sous dix rois, Souvenirs de 1791 à 1860 (8 tomes), Paris, Treuttel et Wurtz, Derache, Dumoulin, Victor Didron, 1863-1868 (lire en ligne)
- Trois semaines à Vichy en août 1857, Paris, Treuttel et Wurtz, Derache, Dumoulin, Victor Didron, 1866 (lire en ligne)
- Voyage à Aix-Savoie, Turin, Milan ; Retour par la Suisse en 1859, Paris, Treuttel et Wurtz, Derache, Dumoulin, Victor Didron, 1867 (lire en ligne)

### Œuvres scientifiques et philosophiques
- De la Création, Essai sur l'origine et la progression des êtres, Abbeville, 1838-1841 (lire en ligne)
- Antiquités celtiques et antédiluviennes (3 tomes, 1847, 1857, 1864), Paris, Treuttel et Wurtz, Derache, Dumoulin, Victor Didron, 1847-1864 (lire en ligne)
- De l'Homme antédiluvien et de ses œuvres, Paris, Jung-Treuttel, Derache, Dumoulin, Didron, 1860 (lire en ligne)
- Nègre et blanc : De qui sommes-nous fils ? Y a-t-il une on plusieurs espèces d'hommes ?, Paris, Jung-Treuttel, Derache, Dumoulin, Didron, 1861 (lire en ligne)
- Des outils de pierre, Paris, Jung-Treuttel, Derache, Dumoulin, 1865 (lire en ligne)
- Des Idées innées : de la mémoire et de l'instinct, Paris, Jung-Treuttel, Derache, Dumoulin, Didron, 1867 (lire en ligne)